# Christian Ludewig Theodor Winkelmann
Pour les articles homonymes, voir Winkelmann.
Christian Ludewig Theodor Winkelmann, également écrit Winckelmann (né le 3 novembre 1812 à Brunswick; décédé le 7 février 1875 au même endroit), est un facteur de piano allemand.

## Biographie
Winkelmann était le fils d'un maître charpentier. Il a d'abord travaillé auprès du luthier Carl Rautmann (de) à Wolfenbüttel et en 1837 il a fondé une fabrique de pianos à Brunswick. Les 3 premiers pianos droits ont été fabriqués à la maison au 3 Wollmarkt. Ensuite ont été fabriqués des pianos à queue. En 1851, par l'intermédiaire du pianiste Henry Litolff, une association a été montée avec le fabricant de piano viennois Friedrich Zeitter qui a introduit quelques innovations comme les cadres en fer. Cela a permis de porter la production de 60 à 80 instruments par an. La société portant le nom de Zeitter & Winkelmann (de) était l'une des plus importantes fabriques de piano dans le nord de l'Allemagne.
En 1860, Winkelmann a été nommé fournisseur de pianos de cour ducale.
Famille : le petit-fils de Winkelmann est le ténor Hermann Winkelmann et son arrière petit-fils le ténor Hans Winckelmann.